# Nagle (film 1954)
Nagle (ang. Suddenly) – amerykański film kryminalny z elementami gatunku noir z 1954 roku w reżyserii Lewisa Allena. Scenariusz powstał na podstawie opowiadania Richarda Sale'a pt. Active Duty z 1943 roku. Zdjęcia kręcono w Kalifornii.

## Fabuła
Grupa zawodowych zabójców pod przywództwem bezwzględnego Barona planuje zamach na prezydenta USA. W tym celu podstępem zajmuje dom Ellen, gdzie instaluje stanowisko karabinu snajperskiego. Elen mieszka z nieletnim synem i starym ojcem. Przypadkowo w całe przedsięwzięcie wciągnięci zostają również miejscowy szeryf i monter TV. Wszyscy stają się zakładnikami zabójców. Grupie tych ludzi, dzięki ich pomysłowości, udaje się jednak obezwładnić przestępców i udaremnić zamach, chociaż nie obywa się to bez strat. 

## Obsada aktorska
- Frank Sinatra – John Baron
- Sterling Hayden – szeryf Tod Shaw
- James Gleason – Peter "Pop" Benson
- Nancy Gates – Ellen Benson
- Kim Charney – Peter "Pidge" Benson
- Willis Bouchey – Dan Carney (szef agentów służb specjalnych)
- Paul Frees – Benny Conklin
- Christopher Dark – Bart Wheeler
- James O'Hara – Jud Hobson
- Kem Dibbs – Wilson
- Clark Howat – Haggerty
- Charles Smith – Bebop
- Paul Wexler – z-ca szeryfa Slim Adams
- Dan White – Burg
- Richard Collier – Ed Hawkins
- Roy Engel – kierowca w pierwszej scenie filmu
- Ted Stanhope – kierowca w ostatniej scenie filmu
- Charles Wagenheim – Kaplan
- John Beradino – policjant

## Odbiór
Film spodobał się krytykom. Chwalono aktorstwo, zwłaszcza Sinatry. Prosty i wiarygodny, trzymający do końca w napięciu scenariusz również zyskał ich uznanie. W 1994 roku film ukazał się na nośnikach VHS, a w 2009 na DVD. Również wtedy pisano o nim pozytywnie. W rankingu popularnego, filmowego serwisu internetowego Rotten Tomatoes, obraz posiada obecnie (2024) najwyższą, 100-procentową, pozytywną ocenę „czerwonych pomidorów”. Film spodobał się również widzom. Branżowy tygodnik Variety umieścił go na swojej corocznej liście najchętniej oglądanych filmów roku 1954 w kinach USA i Kanady z przychodem 1,4 mln. $ 